# Rudy Fernandez (acteur)
Rodolfo P. (Rudy) Fernandez (Manilla, 3 maart 1953 — Quezon City, 7 juni 2008) was een Filipijns acteur en filmproducent. Fernandez maakte vooral naam door zijn rollen in Filipijnse films in de jaren 80 en 90. Hij won voor zijn rollen diverse Filipijnse filmprijzen. Zo won hij tweemaal de FAMAS Award voor beste acteur en tweemaal de FAP-prijs voor beste acteur. Ook kreeg hij van zowel de Philippine Movie Press Club (PMPC) als de Film Academy of the Philippines een oeuvreprijs.
Zoals veel bekende Filipijnse acteurs, probeerde ook hij door middel van zijn bekendheid in een politiek ambt te worden verkozen. Bij de verkiezingen van 2001 stelde hij zich verkiesbaar voor het burgemeesterschap van de grootste Filipijnse stad, Quezon City. Hij verloor echter van Sonny Belmonte.
In 2007 werd in het programma Startalk door zijn vrouw, de actrice Lorna Tolentino, bekendgemaakt dat bij hem maagkanker was geconstateerd. Fernandez onderging hierop een behandeling in Tokio. Na een speciaal voor hem georganiseerde mis om te bidden voor zijn gezondheid op 10 mei 2008, werd hij met rugpijn naar het ziekenhuis van San Juan City vervoerd. Vervolgens bleek dat hij leed aan alvleesklierkanker.
Rudy Fernandez overleed op 55-jarige leeftijd in zijn huis in Quezon City.

## Filmografie
- 1974 Patayin Ang Dugong Tirador
- 1976 Bitayin Si Baby Ama
- 1976 Wanted: Agad-Agad
- 1977 Makahiya at Talahib
- 1977 Alfredo Lim: Sa Kamay ng Ibabaw
- 1977 Gameng
- 1978 Bilangguan Walang Rehas
- 1978 Teteng Salonga ng Tondo
- 1979 Maynila
- 1980 Tatak Angustia
- 1980 Sa Init ng Apoy
- 1980 Pader at Rehas
- 1981 Pepeng Shotgun
- 1981 Ulo ng Gapo
- 1981 Lukso ng Dugo
- 1982 Tres Kantos
- 1982 Bagong Boy Condenado
- 1982 Mga Pambato
- 1982 Get My Son Dead Or Alive
- 1982 Kumander Elpidio Paclibar
- 1983 Sumuko Ka na Ronquillo
- 1983 Kumusta Ka na Hudas?
- 1983 Alex San Diego: Alyas Wanted
- 1983 Kunin mo ang ulo ni Magtanggol
- 1984 Idol
- 1984 Sarge
- 1984 Tulisang Dagat
- 1984 Kriminal
- 1984 Somewhere
- 1984 Pasukuin Si Waway
- 1985 Anak ng Tondo
- 1985 Bilang na ang Oras mo
- 1985 Baun Gang
- 1985 Tatak Munti
- 1985 Calapan Jailbreak
- 1985 Sangley Poiin Robbery
- 1986 Tatak ng Yakuza
- 1986 Deadly Target
- 1986 Teritoryo Ko Ito
- 1986 Lumuhod Ka Sa Lupa!
- 1987 Vigilante
- 1987 Victor Corpuz
- 1988 Tubusin ng Dugo
- 1989 Ipaglalaban Ko
- 1989 Sandakot na Bala
- 1990 Ayaw Matulog ng Gabi
- 1990 Kaaway ng Batas
- 1991 Bingbong The Vincent Crisologo Story
- 1992 Kahit Buhay Ko
- 1992 Kamay ni Kain
- 1992 Markang Bungo: The Bobby Ortega Story
- 1993 Kung Kailangan Mo Ako
- 1993 Tumbasan mo ng Buhay
- 1994 Nagkataon Nagkatagpo
- 1994 LAGALAG: The Eddie Fernandez Story
- 1995 Matimbang Pa Sa Dugo
- 1995 Markang Bungo 2: Iligpit Si Bobby Ortega
- 1995 Kuratong Baleleng
- 1996 Itataya Ko Ang Buhay mo
- 1996 Wag na Wag Kang Lalayo
- 1997 Ayos Lang Pare ko!
- 1998 Birador
- 1999 Gintot Pilak
- 2000 Palaban
- 2000 Ping Lacson Story
- 2002 Diskarte
- 2002 Hula mo Huli ko

- International Standard Name Identifier: 0000 0000 6395 4611
- Library of Congress Control Number: no97015280
- SNAC: w6bk2gqr
- Virtual International Authority File: 6993292